# 코브케쿠라
코브케쿠라(스페인어: Cobquecura)는 칠레 비오비오주 뉴블레 현의 코무나이다.